# Лиф-Лейк (тауншип, Миннесота)
Лиф-Лейк (англ. Leaf Lake) — тауншип в округе Оттер-Тейл, Миннесота, США. На 2000 год его население составило 467 человек.

## География
По данным Бюро переписи населения США площадь тауншипа составляет 92,3 км², из которых 85,0 км² занимает суша, а 7,3 км² — вода (7,89 %).

## Демография
По данным переписи населения 2000 года здесь находились 467 человек, 180 домохозяйств и 140 семей.  Плотность населения —  5,5 чел./км².  На территории тауншипа расположено 398 построек со средней плотностью 4,7 построек на один квадратный километр. Расовый состав населения: 99,14 % белых и 0,86 % афроамериканцев. Испанцы или латиноамериканцы любой расы составляли 0,21 % от популяции тауншипа.
Из 180 домохозяйств в 30,6 % воспитывались дети до 18 лет, в 67,8 % проживали супружеские пары, в 6,1 % проживали незамужние женщины и в 22,2 % домохозяйств проживали несемейные люди. 21,7 % домохозяйств состояли из одного человека, при том 8,3 % из — одиноких пожилых людей старше 65 лет. Средний размер домохозяйства — 2,59, а семьи — 3,02 человека.
25,9 % населения младше 18 лет, 5,4 % в возрасте от 18 до 24 лет, 20,6 % от 25 до 44, 33,0 % от 45 до 64 и 15,2 % старше 65 лет. Средний возраст — 44 года. На каждые 100 женщин приходилось 109,4 мужчин.  На каждые 100 женщин старше 18 приходилось 109,7 мужчин.
Средний годовой доход домохозяйства составлял 32 768 долларов, а средний годовой доход семьи —  35 179 долларов. Средний доход мужчин —  27 500  долларов, в то время как у женщин — 25 833. Доход на душу населения составил 14 634 доллара. За чертой бедности находились 9,7 % семей и 16,5 % всего населения тауншипа, из которых 25,8 % младше 18 и 12,8 % старше 65 лет.